# Chintu Kampamba
Chintu Kampamba (Kabwe, 28 de dezembro, 1980) é um futebolista da Zâmbia.

## Carreira
Chintu integrou a Seleção Zambiana de Futebol que disputou o Campeonato Africano das Nações de 2013.

## Títulos
Zambia
- Campeonato Africano das Nações: 2012

### Kabwe Warriors
- Copa Zâmbia Challenge : 2003, 2004